# グデイ
グデイ（GoodDay）は、日本の2人組女性アイドルユニット。「超自由音楽ユニット」を自称している。2020年結成。

## 概要
ミ米ミがSAKA-SAMA加入以前、TENDOUJIのライブイベントを見に行ったときに室井ゆうと知り合い、音楽の好みが似ているということで意気投合。ミ米ミはSAKA-SAMA卒業後ソロとして活動していたが、室井に「一緒にやりたい」と声をかけユニット結成に至る。
ユニット名は室井がグリーン・デイが大好きで対バンしたいことから名付けられた。また、室井がお笑い芸人好きということもあり、CDジャケットに岡野陽一、岡田康太（元なかよしビクトリーズ）を起用している。
2020年2月1日、Twitterアカウントでユニット始動を発表。当初3月28日にROCK CAFE LOFTで「グデイ作戦会議」を開催する予定だったが、新型コロナウイルス感染症の影響で延期、中止となり、7月26日の「グデイデビューワンマンライブ「0」」（新宿MARZ）がお披露目となった。
2020年の年間ベスト楽曲として、吉田豪が「マカロニ&チーズ」、南波一海が「ゴールデンスクワール」、小出祐介が「ミッドナイトレディオ」を選出。
2021年8月19日、「グデイ ワンマンライブ ディグ」（渋谷CLUB QUATTRO）を開催。75分、21曲をMCなしノンストップで披露。また、前日の8月18日にはEP「ディグ」5タイトルを同時リリース（9月22日配信開始）した。
2022年3月26日、三島想平（cinema staff）プロデュースによる1stアルバム『グデイズム』をリリース（4月15日配信開始）。
2023年5月、アイドルユニット・ハチキュウとのコラボユニット『環ナナーズ』を結成。

## メンバー
- ミ米ミ（みーまいみ）
  - 5月17日生まれ
  - 埼玉県出身
  - 2018年、SAKA-SAMAに加入、2019年卒業。
  - 2019年8月31日、CD-R『檸檬なあの娘』発売[10]。
  - 2021年3月1日、あいうえまし子（APOKALIPPPS、元SAKA-SAMA）とのコラボレーションCD-R『ロマンス日和』発売[11]。
  - 2021年5月16日、CD-R『ゆららか』発売[12]。
  - 2022年8月17日、『BUB』発売。

- 室井 ゆう（むろい ゆう）
  - 12月18日生まれ
  - 神奈川県出身
  - 2014年、まどもあ54世としてデビュー、2016年解散。
  - 2017年、エレクトリックリボンに加入し2018年よりリーダー。同年セルフプロデュースに移行、自ら運営も行った。グデイ結成後も兼任（2022年12月18日卒業）。
  - 2022年6月、アイドルグループ・ねおちをプロデュース。

## 作品

### EP
| # | 発売日        | タイトル      | 収録曲 |
| - | ------------- | ------------- | --- |
|   | 2021年8月18日 | ディグYELLOW  | 1. ばななしぇいくばけーしょん 2. ロマンティックに自滅して 3. せかいのはじまり 4. pyoin 5. あいどるにんにん                           |
|   | 2021年8月18日 | ディグRED     | 1. あんせむ 2. BLASTER 3. 305KB 4. BE ALRIGHT 5. Say Hallo グデイ                                                                    |
|   | 2021年8月18日 | ディグPINK    | 1. ゴールデンスクワール 2. 初恋パンケーキ 3. わたしをみつけて 4. ブランコ 5. ミッドナイトレディオ                                    |
|   | 2021年8月18日 | ディグPURPLE  | 1. GOOD DAY!!!!!! 2. のも 3. サニーデイ・バーディー 4. マカロニ&チーズ 5. ググる or DIE                                              |
|   | 2021年8月18日 | ディグSKYBLUE | 1. きけないラブソング 2. BABY LIFE 3. モーテル向かうバイシクル 4. ミッドナイトレディオ～ミッドナイトver.～ 5. Songs from the thitime |

### アルバム
| # | 発売日        | タイトル   | 収録曲 |
| - | ------------- | ---------- | --- |
|   | 2022年3月26日 | グデイズム | 1. ShutuP 2. グデイ・ザ・スーパースタア 3. たたかうヤツら 4. nothing 5. 人工衛星 6. ShutuP(inst) 7. グデイ・ザ・スーパースタア(inst) 8. たたかうヤツら(inst) 9. Nothing(inst) 10. 人工衛星(inst)                                                                        |
|   | 2025年6月25日 | ごった２   | 1. All Need IS Summer 2. ういるすばすたあ 3. D.I.A 4. INAZUMA GIRL 5. ブルーメモリー 6. ORANGE AND RAINFALL 7. Perfect Blue 8. 絶好調 9. 走りだせ！やさしいたましい 10. おイヒけ 11. キスハグ 12. GO MY OWN WAY 13. カメレオンの愛 14. サブカルチャー'2013 15. サヨナラ |

### CD-R
- マカロニ&チーズ（2020年7月26日）
- ゴールデンスクワール（2020年8月3日）
- Say Hello グデイ（2020年9月17日）
- ミッドナイトレディオ（2020年12月）
- 305KB（2021年2月4日）
- ロマンチックに自滅して（2021年3月14日）
- Holy Night Good Day（2022年12月25日）
- サブカルチャー'2013（2023年7月31日）
- 絶好調（2024年4月7日）

### 配信限定
- あんせむ（2021年3月17日）
- Songs from the thistime（2021年6月18日）

### 参加作品
環ナナーズ
- PINK盤／ORANGE盤（2023年9月18日（CD-R））

## 出演
室井個人での出演は室井ゆうの項目を参照。

### インターネットテレビ
- 南波一海のアイドル三十六房（2021年2月4日、タワレコTV）
- 矢口真里の火曜The NIGHT（2021年3月17日、2022年4月13日、10月26日[13]、AbemaTV）- 2022年10月はミ米ミのみ。